# Linha 1 do Metrô de Santiago
A Linha 1: San Pablo ↔ Los Dominicos é uma das linhas do Metrô de Santiago.

## Estações
| Nome                    | Inauguração            | Comuna                      | Integração         | Posição     | Latitude      | Longitude     |
| ----------------------- | ---------------------- | --------------------------- | ------------------ | ----------- | ------------- | ------------- |
| San Pablo               | 15 de setembro de 1975 | Lo Prado                    |                    | Subterrânea | 33° 26' 43" S | 70° 43' 23" O |
| Neptuno                 | 15 de setembro de 1975 | Lo Prado                    | -                  | Superfície  | 33° 27' 05" S | 70° 43' 22" O |
| Pajaritos               | 15 de setembro de 1975 | Lo Prado                    |                    | Superfície  | 33° 27' 27" S | 70° 42' 58" O |
| Las Rejas               | 15 de setembro de 1975 | Estación Central / Lo Prado | -                  | Subterrânea | 33° 27' 26" S | 70° 42' 20" O |
| Ecuador                 | 15 de setembro de 1975 | Estación Central            | -                  | Subterrânea | 33° 27' 21" S | 70° 41' 58" O |
| San Alberto Hurtado     | 15 de setembro de 1975 | Estación Central            | -                  | Subterrânea | 33° 27' 15" S | 70° 41' 32" O |
| Universidad de Santiago | 15 de setembro de 1975 | Estación Central            |                    | Subterrânea | 33° 27' 10" S | 70° 41' 10" O |
| Estación Central        | 15 de setembro de 1975 | Estación Central / Santiago |                    | Subterrânea | 33° 27' 03" S | 70° 40' 44" O |
| Unión Latinoamericana   | 15 de setembro de 1975 | Santiago                    | -                  | Subterrânea | 33° 26' 59" S | 70° 40' 27" O |
| República               | 15 de setembro de 1975 | Santiago                    | -                  | Subterrânea | 33° 26' 52" S | 70° 40' 03" O |
| Los Héroes              | 15 de setembro de 1975 | Santiago                    |                    | Subterrânea | 33° 26' 46" S | 70° 39' 38" O |
| La Moneda               | 15 de setembro de 1975 | Santiago                    | -                  | Subterrânea | 33° 26' 42" S | 70° 39' 20" O |
| Universidad de Chile    | 31 de março de 1977    | Santiago                    |                    | Subterrânea | 33° 26' 38" S | 70° 39' 01" O |
| Santa Lucía             | 31 de março de 1977    | Santiago                    | (a partir de 2032) | Subterrânea | 33° 26' 33" S | 70° 38' 42" O |
| Universidad Católica    | 31 de março de 1977    | Santiago                    | -                  | Subterrânea | 33° 26' 25" S | 70° 38' 25" O |
| Baquedano               | 31 de março de 1977    | Providencia / Santiago      | (a partir de 2028) | Subterrânea | 33° 26' 15" S | 70° 38' 06" O |
| Salvador                | 31 de março de 1977    | Providencia                 | -                  | Subterrânea | 33° 25' 58" S | 70° 37' 34" O |
| Manuel Montt            | 31 de agosto de 1980   | Providencia                 | -                  | Subterrânea | 33° 25' 43" S | 70° 37' 11" O |
| Pedro de Valdivia       | 31 de agosto de 1980   | Providencia                 | (a partir de 2028) | Subterrânea | 33° 25' 32" S | 70° 36' 52" O |
| Los Leones              | 31 de agosto de 1980   | Providencia                 | (a partir de 2033) | Subterrânea | 33° 25' 18" S | 70° 36' 35" O |
| Tobalaba                | 31 de agosto de 1980   | Las Condes / Providencia    |                    | Subterrânea | 33° 25' 05" S | 70° 36' 06" O |
| El Golf                 | 31 de agosto de 1980   | Las Condes                  | -                  | Subterrânea | 33° 25' 00" S | 70° 35' 44" O |
| Alcántara               | 31 de agosto de 1980   | Las Condes                  | -                  | Subterrânea | 33° 24' 55" S | 70° 35' 22" O |
| Escuela Militar         | 31 de agosto de 1980   | Las Condes                  | -                  | Subterrânea | 33° 24' 51" S | 70° 35' 05" O |
| Manquehue               | 7 de janeiro de 2010   | Las Condes                  | -                  | Subterrânea | 33° 24' 32" S | 70° 34' 02" O |
| Hernando de Magallanes  | 7 de janeiro de 2010   | Las Condes                  | -                  | Subterrânea | 33° 24' 30" S | 70° 33' 22" O |
| Los Dominicos           | 7 de janeiro de 2010   | Las Condes                  | -                  | Subterrânea | 33° 24' 28" S | 70° 32' 42" O |